# Санджиев, Никита Амолданович
Никита Амолданович Санджиев (10 января 1924, Бор-Нур, Манычский улус, Калмыцкая АО — 1994, Москва, Россия) — скульптор, народный художник РСФСР, заслуженный деятель искусств Калмыцкой АССР, лауреат Государственной премии Калмыцкой АССР имени О. И. Городовикова.
Основоположник современного профессионального калмыцкого пластического искусства. Считается первым калмыцким профессиональным скульптором. Создатель многочисленных скульптурных и архитектурных композиций, получивших статус объектов культурного наследия Калмыкии, в том числе мемориала героев Гражданской и Великой Отечественной войн, памятника воинам 28-й армии, памятника Оке Городовикову (все — Элиста), скульптуры «Чабан с собакой» (Приютненский район), мемориала «Скорбящая мать» (Яшкуль).

## Биография

### Ранние годы
Никита Санджиев родился 10 января 1924 года в семье чабана в посёлке Бор-Нур. Родители назвали сына Никитой — в честь русского односельчанина, первым переступившим порог дома после недельной метели. Первые годы Никита провёл в степях, рядом с отарой и отцом. Он рано лишился родителей, в 1937 году был определён в детский дом в Вознесеновке. После семи классов из детдома его перевели в школу-десятилетку, расположенную в граничащий с Астраханской областью Приволжский район Калмыкии. Там он впервые увидел Волгу, а затем в августе 1938 вместе с группой отличников в качестве награды посетил Москву.
В 1941 году семнадцатилетний Санджиев подал заявление об отправке на фронт, однако его направили в Астраханское авиационное училище, где готовили военных авиамехаников. В 1942, попав в число лучших выпускников, он был зачислен в спецшколу пилотов Гражданского Воздушного Флота, а затем в Высшую школу военных лётчиков им. Героя Советского союза В. С. Хользунова в Кировабаде. После депортации калмыков 1944 года Санджиев оказался в Новосибирской области.

### Сибирский период
После войны Санджиев работал электромонтёром в одном из совхозов рядом с Новосибирском. Однажды он сорвался с электрического столба и сильно повредил ногу. После выздоровления руководство совхоза предложило ему место кассира в местном клубе. Там помимо основной работы он оформлял афиши и совхозную стенгазету и всё свободное время занимался рисованием. Со временем на его работы обратили внимание в областном Доме народного творчества. На выставке работ самодеятельных художников, где были представлены несколько акварелей и рисунков, Санджиеву довелось познакомиться с эвакуированным из Москвы скульптором Д. С. Соколовским. В дальнейшем тот принял деятельное участие в судьбе начинающего художника. Благодаря его протекции Санджиеву удалось в 1946 году устроиться в бутафорский цех Новосибирского театра оперы и балета.
Работа под руководством А. Г. Гомулина, ученика знаменитого скульптора-анималиста Артемия Обера, и постоянное общение с художниками и артистами постепенно втянули Санджиева в творческий мир Новосибирска. Параллельно с работой Санджиев продолжал трёхгодичные занятия в студии при Доме народного творчества. На «постоянное стремление к поиску внутренней структуры вещей» молодого художника обратила внимание новый руководитель студии — скульптор Вера Штейн. Она подтолкнула Санджиева к ваянию и стала его первым педагогом. У Гомулина Санджиев научился технологии ваяния: лепному моделированию, формовке, отливке и окончательной отделке. C 1949 года Санджиев работал скульптором в архитектурно-скульптурных мастерских при Новосибирском товариществе художников. Там он изготавливал лепные карнизы, фризы и декоративные рельефы для многих зданий Новосибирска, исполненных в стиле сталинского ампира, и очень быстро стал признанным лепщиком.
В 1950 году Санджиева пригласили в Рубцовск в Алтайском крае. Там он занял должность главного специалиста по лепным работам в местном строительном тресте и вёл крупные оформительские работы на Алтайском тракторном заводе. Переехав в 1952 году в Кемерово, Санджиев работал в местном художественном фонде и впервые обратился к станковой скульптуре — фактически именно тогда началась творческая биография Санджиева как скульптора. Он впервые принял участие в областной художественной выставке наравне с известными мастерами и был тепло принят критикой.

### Белорусский период
По совету товарищей Санджиев решил получить художественное образование. В поисках места он побывал в Москве, Ленинграде, Прибалтике, в 1956 году приехал в Минск, но опоздал к приёму в училище. В местном художественном фонде ему также отказали в работе, сославшись на отсутствие образования, но посоветовали обратиться к известному скульптору и одному из руководителей Союза художников Белоруссии Заиру Азгуру. Тот предложил в качестве единственного выхода представить на суд художественного совета хотя бы одну работу Санджиева, после чего может быть принято решение о внеочередном зачислении. Санджиеву выделили место в мастерской скульптора В. Полийчука. Вскоре его портрет пожилой женщины увидели Азгур и народные художники Белорусской ССР Алексей Глебов и Андрей Бембель, которые рекомендовали принять Санджиева в художественный фонд в качестве исключения как художника, подающего большие надежды.
В 1956—1959 годах Санджиев работал скульптором в Белорусском отделении Художественного фонда СССР и учился в Минском художественном институте. Уже в 1957 году его скульптурная двухфигурная композиция «Сталевары», также известная как «Дружба», экспонировалась на Всесоюзной художественной выставке в Москве. Работа неоднократно репродуцировалась, а её изображения печатались на открытках, благодаря чему она приобрела широкую известность. В том же году Санджиев приняли в Союз художников СССР, не дожидаясь истечения обязательного трёхлетнего кандидатского стажа.
В 1958 году Санджиев создал скульптурную группу красноармейцев-будённовцев, названную «Письмо в родные края» и позже многократно копировавшуюся для музеев СССР. К завершению белорусского периода в 1959 году, когда скульптор вернулся в Элисту, он сложился как убеждённый соцреалист и определил для себя любимый жанр — композиционная скульптура и психологический портрет. Вся дальнейшая творческая деятельность Санджиева была связана с Калмыкией.

### Калмыцкий период
В калмыцкий период Никита Санджиев достиг вершин профессионального признания. В год возвращения в Элисту ему было присвоено звание «Заслуженный деятель искусств Калмыцкой АССР». В 1960 году он стал председателем оргбюро Союза художников Калмыцкой АССР и возглавлял его на протяжении 11 лет. С 1964 по 1974 годы был членом выставочного комитета зоны «Большая Волга» РСФСР. В 1968—1972 годы входил в члены правления Союза художников РСФСР. В 1970—1976 годы награждался творческими командировками в Монголию.
За десятилетия творчества Санджиев создал галерею скульптурных портретов деятелей культуры Калмыкии, её учёных, трудящихся, ветеранов Октябрьской революции и Отечественной войны. На смену психологически разработанным произведениям 1960-х годов («Домбристка», «Старик из Бор-Нура», «Портрет пожилой женщины») в 1970-е приходят строгие образы военных героев («Участник гражданской и Великой Отечественной войн М. Т. Бимбаев», «Портрет ветерана Н. В. Бадьминова», «Портрет Героя Советского Союза М. А. Сельгикова»). На протяжении всего периода 1960—1980-х годов Санджиев продолжает фиксировать в скульптурных образах представителей калмыцкой интеллигенции (поэт Давид Кугультинов, писатели Санджи Каляев и Хасыр Сян-Белгин, драматург Баатр Басангов, врачи П. Жемчуев и Ю. Эренценов, филолог Ц.-Д. Номинханов). Одновременно на его счету несколько монументальных произведений, среди которых наиболее известны элистинские военные мемориалы и памятники Оке Городовикову и Александру Пушкину.
В творчестве Санджиева заметно постоянное желание отбросить всё лишнее, добиться максимальной выразительности минимальными средствами. Часто — как в серии портретов ветеранов революционного движения — его «скупые и сдержанные пластические приёмы» дополнительно помогали показать стойкость и целеустремлённость характеров. Скульптор часто чередовал работу с натуры с работой по памяти, иногда по многу раз переделывая произведение в поисках верного решения. В то же время он стремился максимально полно сохранить первое впечатление от натуры и часто завершал работу за один подход — так, за три часа на чабанской стоянке он вылепил портрет героя Социалистического труда С. Д. Дорджиева и после отправил на выставку без дополнительной студийной доработки. В своих произведениях скульптор демонстрировал высокое техническое владение приёмами художественной обработки различных материалов, работая в равной степени с деревом и гипсом, с терракотой и металлом.

#### Военные монументы

Мемориальный комплекс героев Гражданской и Великой Отечественной войн в Элисте

В 1965 году в парке «Дружба» был открыт мемориальный комплекс в честь 20-летия победы в Великой Отечественной войне. Санджиев совместно с архитекторами И. Н. Андреенко и братьями Мингияном и Джангаром Пюрвеевыми участвовал в его создании. Позади трёх титановых пилонов-«штыков» на входе в мемориал и лестницы, ведущей к захоронениям и Вечному огню, находится центральная композиция ансамбля — скульптурная группа из пяти трёхметровых обобщённых портретов людей Калмыкии: бойцов революции, Гражданской и Великой Отечественной войны и двух портретов юноши и девушки как символов погибших в войну гражданских людей.
К 25-летию освобождения Элисты от немецких войск в 1968 году на северо-восточной окраине города у автотрассы Элиста — Волгоград был открыт памятник воинам 28-й армии, созданный Н. А. Санджиевым и архитектором М. Б. Пюрвеевем. Центральным элементом монумента является танк Т-34. Рядом с ним сооружена стела с рельефным изображением танкиста, лётчика и пехотинца и текстом, в котором перечислены освобождавшие город воинские части.

#### Памятник Городовикову

Памятник Оке Городовикову в Элисте

На протяжении многих лет Санджиев хотел создать памятник герою Калмыкии и Советского Союза Оке Городовикову. С пожилым генералом скульптору удалось увидеться единожды и ненадолго — в его последний приезд в Элисту. В 1956 году Санджиев создал бюст Городовикова для краеведческого музея, и в этой работе ему помогал хорошо помнивший генерала командир 1-й Конной армии маршал С. М. Будённый. В дальнейшем Санджиев посетил хутор Мокрая Эльмута, откуда происходил Городовиков, а также станицу Будённовскую (прежде — станица Платовская), где работал музей 1-й Конной армии. По заказу местного Дома культуры он создал групповой портрет в натуральную величину двух соратников по революционной борьбе — Городовикова и Будённого. Дальнейшие творческие поиски привели к созданию яркого портрета Городовикова с головой лошади, исполненного в дереве.
В 1976 году состоялось открытие конного памятника Оке Городовикову в центре Элисты на площади, названной в честь полководца. Создавая динамичную конную скульптуру, Санджиев долгое время работал на конезаводе, изучая анатомию лошадей. Он также был одним из тех, кто поддержал идею отказаться от традиционного постамента в пользу степного кургана. Скульптор отказался от идеи вложить саблю в воздетую руку всадника, мотивируя это тем, что Ока был не только военным, но и общественным деятелем, а сам памятник находится в центре мирного города.

## Основные работы

### Мемориалы
- Мемориальный комплекс героев Гражданской и Великой Отечественной войн в парке «Дружба», Элиста (бетон, 1965 год)[26][27] — объект культурного наследия Республики Калмыкия[28];
- Мемориал воинам 28-й армии в Элисте (бетон, 1968 год) — объект культурного наследия Республики Калмыкия[26][28];
- Обелиск жертвам фашизма, партизанам и мирным жителям, расстрелянным в годы ВОВ в Элисте (балка Гашун) — объект культурного наследия Республики Калмыкия[28];
- Мемориал «Скорбящая мать» в посёлке Яшкуль на месте захоронения воинов 28-й армии (1973 год) — объект культурного наследия Республики Калмыкия[28][29].

### Памятники

Памятник «Чабан с собакой» на границе Калмыкии и Ставропольского края

- Монумент жертвам фашизма в селе Красномихайловском (1967 год)[30];
- «Чабан с собакой» в селе Приютное (1970 год) — объект культурного наследия Республики Калмыкия[28];
- Монумент «Вечной Славы» в городе Нефтекумске Ставропольского края (1975 год);
- Памятник Герою Советского Союза, генерал-полковнику О. И. Городовикову в Элисте на площади Городовикова (в соавторстве с Марком и Львом Роберманами; бронза, алюминий, 1976 год) — объект культурного наследия Республики Калмыкия[26][28];
- Памятник А. С. Пушкину в Элисте (1983 год)[26].

### Станковая скульптура
- «Сталевары» (другое название — «Дружба») (бронза, 1956 год) — собственность Государственной картинной галереи Белорусской ССР[26][* 3];
- «Письмо в родные края» (бронза, 1958 год) — собственность Государственной картинной галереи Белорусской ССР[26];
- Композиция «Затянувшееся объяснение» (1962 год)[31];
- «Юные краеведы» (гипс, 1968 год)[26];
- «Солдат революции» (тонированный гипс, 1968 год) — в собрании Республиканского краеведческого музея им. Н. Н. Пальмова[26];
- «Уходящая Монголия» (дерево, 1974 год) — поступило в собственность Министерства культуры РСФСР[26];
- «Портрет художника Федора Калмыка» (литье, 1981 год) — в собрании КГКГ[26].

### Скульптурные портреты
- «Портрет Б. Басангова» (тонированный гипс, 1959 год) — в собственности Калмыцкого драматического театра[26];
- «Дедушка Сайко» (тонированный гипс, 1961 год) — в собрании КГКГ[26];
- «Портрет молодого человека» (тонированный гипс, 1962 год) — в собрании КГКГ[26];
- «Домбристка» (1964 год)[30];
- «Старик из Бор-Нура» (литье, металл, 1965 год) — в собрании КГКГ[26];
- «Портрет С. Д. Харечко» (1962 год)[32];
- «Портрет Героя Советского Союза Э. Т. Деликова» (тонированный гипс, 1964 год) в собрании Республиканского краеведческого музея им. Н. Н. Пальмова[26];
- «Портрет О. И. Городовикова» (1956 год)[33];
- «Портрет Б. Манджиевой» (1962 год)[34];
- «Портрет Д. В. Сычева» (1963 год)[35];
- «Джангарчи» (1964 год)[36];
- «Домбристка» (тонированный гипс, 1968 год) — в коллекции художника[26];
- «Портрет Нармы Шапшуковой» (дерево, 1977 год)[26];
- «Портрет Заслуженного врача РСФСР и Калмыцкой АССР П. П. Жемчуева» (литье, алюминий, 1964 год) — в собрании КГКГ[26];
- «Портрет С. М. Буденного» (дерево, 1967 год) — в собрании КГКГ[26];
- «Участник Гражданской войны Э. А. Кулешов» (дерево, 1965 год) — в собрании КГКГ[26];
- «Портрет Д. Н. Кугультинова» (дерево, 1974 год) — в собственности Министерства культуры РСФСР[26];
- «Портрет участника Гражданской войны С. Селигеева» (бетон, тонированный гипс, 1962 год) — в коллекции художника[26];
- «Портрет О. И. Городовикова с головой лошади» (1970 год)[37]
- «Портрет народного поэта Калмыцкой АССР С. К. Каляева» (мрамор, 1970 год) — в собрании КГКГ[26];
- «Портрет доктора филологических наук Ц.-Д. Номинханова» (мрамор, 1971 год) — в собрании КГКГ[26];
- «Портрет Героя Социалистического Труда гуртоправа Б. Д. Очирова» (тонированный гипс, 1973 год) — в собрании КГКГ[26];
- «Портрет поэта Х. Б. Сян-Белгина» (гипс, 1974 год) — в коллекции художника[38]
- «Портрет участника Гражданской и Великой Отечественной войн М. Т. Бимбаева» (терракота, 1975 год) — в собрании КГКГ[26];
- «Участник Великой Отечественной войны Н. В. Бадьминов» (дерево, 1976 год) — в собрании КГКГ[26];
- «Портрет Заслуженного врача РСФСР и Калмыцкой АССР Ю. С. Эренценова» (литье, металл, 1977 год) — в собрании КГКГ[26];
- «Портрет Героя Социалистического Труда Ф. М. Дедова» (литье, металл, 1978 год) — в собрании КГКГ[26];
- «Портрет Героя Советского Союза М. А. Сельгикова» (тонированный гипс, 1979 год) — в коллекции художника[26];
- «Портрет участника Гражданской и Великой Отечественной войн О. Эльзятинова» (тонированный гипс, 1980 год) — в собрании КГКГ[26];
- «Портрет Героя Социалистического Труда С. Д. Дорджиева» (литье, металл, 1980 год) — в собрании КГКГ[26];
- «Ээж (бабушка)» (литье, алюминий, 1980 год) — в собрании КГКГ[26];

## Награды и звания
- Почётная грамота Президиума Верховного Совета РСФСР, 1965 год[2].
- Медаль «За трудовую доблесть», 1967 год[2].
- Юбилейная медаль «За доблестный труд. В ознаменование 100-летия со дня рождения Владимира Ильича Ленина», 1970 год[2].
- Заслуженный деятель искусств Калмыцкой АССР, 1959 год[2].
- Лауреат Государственной премии Калмыцкой АССР им. О. И. Городовикова, 1968 год[2].
- Заслуженный художник РСФСР, 1974 год[2].
- Народный художник РСФСР, 1984 год[2].

## Семья
У Никиты Санджиева было трое детей:
- Дмитрий — народный художник Российской Федерации, действительный член Российской академии художеств[4][39][40].
- Давид — физик[4][41][42].
- Вера — художник[41][43].

## Память
К первому сентября 2015 года в школе № 12 Элисты открыли бюст Никиты Санджиева работы заслуженного художника России Владимира Васькина и литейщика Сергея Коробейникова.